# Station Vaulx
Station Vaulx is een voormalig spoorwegstation langs spoorlijn 78 (Doornik - Saint-Ghislain) in Vaulx, een deelgemeente van de stad Doornik.

## Aantal instappende reizigers
De grafiek en tabel geven het gemiddeld aantal instappende reizigers weer op een week-, zater- en zondag.
| Tabel: aantal instappende reizigers station Vaulx | Tabel: aantal instappende reizigers station Vaulx | Tabel: aantal instappende reizigers station Vaulx | Tabel: aantal instappende reizigers station Vaulx |
|                                                   | Weekdag                                           | Zaterdag                                          | Zondag                                            |
| ------------------------------------------------- | ------------------------------------------------- | ------------------------------------------------- | ------------------------------------------------- |
| 1977                                              | 37                                                | 15                                                | 9                                                 |
| 1978                                              | 50                                                | 19                                                | 17                                                |
| 1979                                              | 42                                                | 17                                                | 11                                                |
| 1980                                              | 50                                                | 0                                                 | 0                                                 |
| 1981                                              | 47                                                | 3                                                 | 5                                                 |
| 1982                                              | 21                                                | 11                                                | 6                                                 |
| 1983                                              | 15                                                | 8                                                 | 2                                                 |

Barry-Maulde · 
Blandain · 
Chercq · 
Doornik · 
Ere · 
Froyennes · 
Havinnes · 
Havinnes-Village · 
Kain · 
Templeuve · 
Vaulx · 
Willemeau-Froidmont
0,0: Saint-Ghislain ·
2,6: Boussu-Haine ·
4,6: Hautrage ·
8,4: Ville-Pommerœul ·
11,1: Harchies ·
14,6: Blaton ·
16,5: Basècles-Groeven ·
20,3: Péruwelz ·
25,3: Callenelle ·
28,5: Maubray ·
32,5: Antoing ·
35,2: Vaulx ·
39,0: Doornik